# Solenopsis ugandensis
Solenopsis ugandensis är en myrart som beskrevs av Santschi 1933. Solenopsis ugandensis ingår i släktet eldmyror, och familjen myror.

## Underarter
Arten delas in i följande underarter:
- S. u. congolensis
- S. u. ugandensis